# Strusina
Strusina – największa pod względem ludności dzielnica Tarnowa. Na koniec 2022 roku osiedle Strusina liczyło 12 959  mieszkańców.

## Historia
Włączona do Tarnowa w 1846 roku. Gmina jednostkowa Strusina Vorstadt przetrwała znacznie dłużej.
Nazwę wzięła od nieistniejącego obecnie potoku Trosina. Rozciągała się od dzisiejszego Placu Sobieskiego na zachód do rzeki Białej oraz na północ od Tarnowca do Piaskówki. Po włączeniu do miasta zyskała charakter przemysłowy. Wytyczona w latach 1784–1785 ulica Krakowska podzieliła dzielnicę na dwie części. W połowie XIX wieku na obszarze Strusiny utworzono szkołę im. Klementyny Hoffmanowej. Na ulicy Kościuszki powstała szkoła męska (obecnie przedszkole). W latach 1906–1910 wybudowano dworzec kolejowy. W 1908 roku wzniesiono ufundowany przez mieszkańców kościół xx. Misjonarzy.